# Sankt Georgskanalen

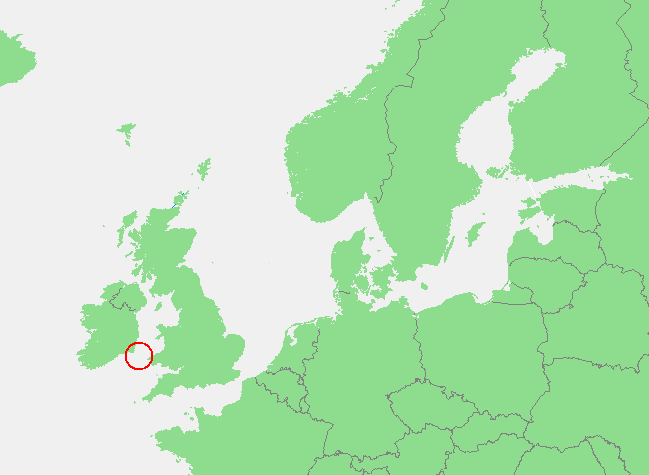
Sankt Georgskanalens läge

Sankt Georgskanalen (engelska: Saint George’s Channel, kymriska: Sianel San Siôr, iriska: Muir Bhreatan) är en farled som förbinder Irländska sjön i norr och Keltiska sjön i sydväst.
Historiskt sett användes namnet Sankt Georgskanalen omväxlande med Irländska sjön för att omfatta alla vatten mellan ön Irland i väst och ön Storbritannien i öster. Senare[när?] begränsades den till den del som skiljer Wales från Leinster. Ibland sträcker den sig söderut till vattnen mellan West Country i England och östra Munster i Irland; den senare har sedan 1970-talet kommit att kallas Keltiska havet. På Irland avser Sankt Georgskanalen den smalaste delen av kanalen, mellan Carnsore Point i Wexford och St David’s Head i Pembrokeshire. Det är dock fortfarande vanligt på Irland att prata om en kanalresa, fotbollsresor över kanalen etcetera, där över kanalen betyder ’till/från Storbritannien’.
International Hydrographic Organizations publikation Limits of Oceans and Seas definierar den södra gränsen mellan ”Irländska sjön och Sankt Georgskanalen” som ”En linje som förenar St. David’s Head (51°54′N 5°19′V / 51.900°N 5.317°V) med Carnsore Point (52°10′N 6°22′V / 52.167°N 6.367°V)”; det definierar inte de två vattendragen separat.
Ett brev från 2004 från St. George’s Channel Shipping Company till Seascapes, ett RTÉ Radio-program, sade att Sankt Georgskanalen gränsar den irländska kusten mellan Howth Head och Kilmore Quay, och kritiserade bidragsgivare till programmet som hade kallat dessa vatten för ”Irländska sjön”.
Namnet ”St George’s Channel” registrerades 1578 i Martin Frobishers dokumentation av hans andra resa. Det sägs härröra från en legend där Sankt Göran hade färdats till Britannia från Bysantinska riket och närmat sig Storbritannien via den kanal som bär hans namn. Namnet populariserades av engelska nybyggare på Irland efter koloniseringen.